# یخک
یخک یک منطقهٔ مسکونی در افغانستان است که در ولایت هرات واقع شده‌است.